# 18 and Life
"18 and Life" là đĩa đơn thứ hai từ album phòng thu đầu tay của ban nhạc nước Mỹ Skid Row, Skid Row.
Sáng tác bởi thành viên Dave Sabo, đây là bài hát thành công nhất của nhóm, đã đạt đến vị trí số 4 trên Billboard Hot 100. Tuy nhiên ca khúc này chỉ đạt đến #11 trên Mainstream Rock Tracks, bảng xếp hạng thành công nhất của nhóm trước đó. Bài hát cũng đứng thứ 60 trong danh sách những ca khúc hard rock hay nhất mọi thời đại của VH1.
Tại Mỹ, bài hát đã đạt chứng nhận Vàng vào năm 1989 với doanh số 500.000 bản. Bài hát cũng đạt vị trí #12 trên UK Singles Chart ở Anh và có mặt lại sau đó trong tuyển tập 40 Seasons: The Best of Skid Row.

## Xếp hạng
| Bảng xếp hạng (1989)            | Vị trí cao nhất |
| ------------------------------- | --------------- |
| UK Singles Chart                | 12              |
| U.S. Billboard Hot 100          | 4               |
| U.S. Hot Mainstream Rock Tracks | 11              |